# Renault EF1
Il Renault EF1 o Renault-Gordini EF1 è un motore endotermico alternativo sovralimentato, ciclo Otto a quattro tempi da competizione. Venne progettato dalla Renault Sport per partecipare al Campionato mondiale di Formula 1.
È l'unico motore Renault di Formula 1 che venne disegnato espressamente per essere montato sulle vetture della casa madre: infatti pur con varie rivisitazioni, rimase in servizio dal 1977 al 1983, anno in cui la casa francese dovette cominciare a costruire nuovi motori per soddisfare le richieste delle scuderie che intendevano adoperarli.
L'EF1 era un motore turbo e questo gli permetteva di erogare potenze fino ad allora inarrivabili; quindi, con la sua introduzione da parte della Renault, si diede il via ad una vera e propria rivoluzione tecnologica nel mondo della Formula 1, alla quale anche gli altri costruttori furono costretti ad adeguare per stare al passo coi tempi.
È anche il primo motore turbo di Formula 1 ad essere riuscito a vincere delle gare, ottenere punti, realizzare pole position, e lottare per i due titoli mondiali piloti e costruttori, ma per ironia della sorte la Renault non riuscì a vincere nessun campionato coi motori turbo e, anzi, impiegò una decina d'anni per vincere il titolo costruttori come fornitrice di motori di Williams e Benetton, mentre occorsero oltre venti anni per imporsi in ambedue le classifiche col proprio team, ma in ogni modo con motori aspirati e non turbo.

## Contesto
Il concepimento dell'EF1 è strettamente legato a un progetto molto più ampio, ossia non un semplice motore ma delle vetture e delle strutture pensate per concorrere nel Campionato mondiale di Formula 1.
Alla fine degli anni sessanta la Renault Sport stava sperimentando diverse soluzioni per migliorare le performance delle proprie macchine da corsa con dei programmi finanziati dalla ELF Aquitaine.
Essendo la Elf una compagnia petrolifera, le maggiori risorse e studi riguardavano l'implementazione di nuove soluzioni che portassero ad un incremento sostanziale della potenza dei motori, ed in particolare processi di downsizing tramite i quali si poteva beneficiare di cilindrate minori a fronte di prestazioni superiori.
Con motori più piccoli rispetto ai convenzionali era possibile costruire vetture più leggere e maneggevoli, quindi la filosofia Renault di quegli anni era partire da un ottimo studio sui motori per avere scocche con prestazioni maggiori.
Inizialmente, però, né la Renault né la ELF intendevano concorrere assieme al mondiale di Formula 1 (infatti la ELF sponsorizzava già altri team come la Tyrrell, che vinse tre titoli tra la fine degli anni sessanta e i primi anni settanta).
La Renault era molto attiva in Formula 3 e Formula 2 e si apprestava ad acquistare l'Alpine, un costruttore francese di telai che utilizzava meccanica Renault nelle gare rally e nelle gare di durata.
Lo scopo della Renault era quello di partecipare al Campionato Mondiale Sport Prototipi per vincere la 24 ore di Le Mans dopo le tre vittorie consecutive conquistate dalla Matra del gruppo Chrysler/Simca nel 1972, 1973 e 1974, quindi intendeva utilizzare la sua struttura Renault-Gordini di Viry-Chatillon per produrre i cambi e i motori, mentre le strutture e i telai dell'Alpine per le scocche.
In quegli anni (1972) il regolamento degli sport-prototipi venne modificato, quindi la massima cilindrata ammessa era di 3000 cm³.
Prima di allora esisteva la categoria sport di Gruppo 5 per macchine con motori da 5000 cm³ e la categoria prototipi di Gruppo 6 per macchine da 3000 cm³, ma la Renault non costruiva motori così grossi e non era interessata al progetto.
Però con le modifiche regolamentari del '72 era possibile utilizzare anche motori turbo, la cui cilindrata rispetto all'aspirato doveva essere corretta di un coefficiente 1.4, quindi 3000/1.4=2142 cm³ era la massima cilindrata ammessa per i motori sovralimentati.
Inizialmente la Renault fornì all'Alpine dei motori aspirati di Formula 2 da 2000 cm³, denominati CH e progettati da François Casting, ma chiaramente rispetto ai 3000 cm³ aspirati non erano sufficientemente competitivi, quindi si pensò di evolverli e dotarli di turbocompressore.
Parallelamente l'ing. Bernard Dudot venne mandato negli Stati Uniti presso gli stabilimenti della Garrett Air Research, uno dei leader mondiali nella progettazione e produzione di turbocompressori.
Dudot cominciò a studiare in maniera approfondita i sistemi di sovralimentazione assieme agli ingegneri della Garrett, un lavoro che lo impegnò per due anni nel 1974 e 1975.
Nel 1974 la Renault assorbì completamente l'Alpine in modo da avere sufficiente confidenza con le strutture e la progettazione dei telai e della configurazione aerodinamica, in modo da essere pronta per partecipare al mondiale sport prototipi l'anno seguente.
Quindi nel 1975 Dudot fece rientro in Francia e gli venne affidato il compito di rivedere il motore CH, evoluto in due step, il CHS e CH2.
Il CHS era quasi una versione laboratorio la cui modifica maggiore era la presenza del turbocompressore, mentre il CH2 era la versione turbo con una cilindrata maggiorata in modo da sfruttare meglio il vincolo dei 2142 cm³, poiché il CH1 e CHS era di 1995 cm³, perciò la versione finale arrivò a 2138 cm³ con altri 4 cm³ di margine di sviluppo.
Ma a Viry-Chatillon si resero conto che con gli adattamenti del turbo per la prima versione, la potenza venne incrementata di 215 cavalli, e con la versione maggiorata si guadagnarono ulteriormente dai 20 ai 40 cavalli, per un complessivo di 540 cavalli.
Alla luce di questo e del fatto che il motore poteva essere ulteriormente evoluto, la Renault scelse di intraprendere la strada F1, dato che nella massima serie si utilizzavano solo aspirati e il miglior motore arrivava a 500 cavalli, un dato ampiamente superato dal progetto sport-prototipi che tra l'altro non era stato sfruttato fino al suo limite massimo.
In Formula 1, però, i motori turbo potevano gareggiare con una cilindrata massima di 1500 cm³, la metà rispetto agli aspirati, ma nonostante ciò la Renault credette che con l'esperienza acquisita non avrebbe avuto problemi a superare questa difficoltà.

## Progetto 1975-1979
Per sfruttare le economie di scala si scelse di utilizzare come base di partenza la serie turbo del CH, ma mentre il CH venne progettato da Casting, l'EF1 venne affidato a Dudot in quanto era l'unica persona all'interno della Renault che aveva conoscenze abbastanza approfondite sulla sovralimentazione. Dudot tra l'altro assunse l'incarico di direttore tecnico della scuderia, in quanto la Renault intendeva realizzare in casa anche i telai.

Questo richiese molto più tempo per la messa a punto del motore, perché i sottosistemi su cui lavorare erano molteplici e complessi, tuttavia era una scelta che assicurava un motore costruito su misura per le vetture, il cui studio telaistico ed aerodinamico era a cura di Michel Tétu e Jean-Claude Migeot. Da ricordare che assieme alla Ferrari e più tardi l'Alfa Romeo, la Renault era l'unica scuderia a realizzare tutta la vettura in casa.
Il primo problema dell'EF1 riguardava il fatto che dovesse essere più piccolo del CH.
Infatti di solito i motori partono da una data cilindrata, per poi incrementarla.
Nei motori di Formula 1, o comunque da competizione, questo viene fatto modificando leggermente il rapporto alesaggio/corsa, cercando di incrementare il primo e ridurre la seconda se si vuole mantenere invariata la cilindrata, oppure fissare la corsa ed incrementare l'alesaggio per aumentarla.

Questo è dovuto al fatto che sono motori in cui la ricerca della potenza avviene tramite l'incremento del regime di rotazione poiché a parità di coppia erogata permette di sfruttare quest'ultima in un range di regime di rotazione maggiore e dunque poter godere di migliori accelerazioni. Alla luce di queste considerazioni l'EF1 può essere definito un motore nuovo rispetto al CH, e non una semplice evoluzione.
Del CH mantenne i tratti distintivi, ossia architettura a sei cilindri a V di 90° e sovralimentazione tramite un solo turbocompressore, che negli anni a venire saranno due, ma il motivo di questa scelta sarà analizzato più avanti. Dudot scelse di ripartire dalle quote del CH1 e CHS nonostante questi fossero molto meno prestanti del CH2. Tuttavia le loro geometrie si adattavano molto di più ad un motore che rientrasse nei 1500 cm³.

Venne fissato l'alesaggio a 86 mm, come nel CH1 e CHS, e da questo venne ricavato un valore di corsa di 42,8 mm; con questa configurazione Dudot realizzò un motore superquadro capace di regimi di rotazione molto esasperati per un motore turbo dell'epoca, ossia 11000 giri/min.
In questa prima versione l'EF1 ruotava da 500 a 1500 giri/min più veloce rispetto ai motori CH.
Tuttavia l'angolo di bancata di 90° non era la soluzione più idonea, soprattutto per un motore capace di ruotare in un range così ampio, poiché il suo comportamento è molto simile a quello dei motori a otto cilindri, ma l'EF1 ne aveva solo sei.

In questo genere di motori l'angolo ideale di bancata è ritenuto di 60°, in quanto riduce al minimo gli ingombri (soprattutto laterale) e le vibrazioni, di norma senza necessità di utilizzare i contralberi per bilanciare le forze e i momenti di inerzia. 
Ma Dudot non voleva rinunciare ai sei cilindri e ai 90° di bancata perché la Ferrari usava motori a 12 cilindri di 180°, e i Cosworth DFV erano ad 8 cilindri e 90° di bancata, quindi rispetto a questi costruttori la Renault poteva vantare un motore molto più corto ed un centro di gravità almeno pari a quello dei motori Cosworth, inoltre doveva compensare il peso aggiuntivo dell'impianto di sovralimentazione.

Ma come detto con 90° come angolo di bancata, bisognava far fronte al fatto che il ciclo di accensione dei cilindri non avveniva ogni 120° di rotazione dell'albero motore, ma ogni 90° o 150° e questo causa velocità critiche flessionali e torsionali molto pericolose.
L'unica soluzione per ovviare a questo problema senza utilizzare dei contralberi per ovviare alle inerzie del sistema troppo elevate, fu quella di sfalsare di 120° l'angolo delle manovelle dell'albero motore.
Diversamente dal CH, l'EF1 non aveva il basamento di ghisa, ma era in lega leggera d'alluminio, così come le testate. Questo permetteva di recuperare parte del peso accumulato con la turbina e i contralberi, ma per limare ancora qualche chilo venne scelto di utilizzare un comando di distribuzione a cinghia sincrona, quando gli avversari adoperavano una cascata di ingranaggi, ed addirittura Dudot non disegnò i carter di distribuzione.

Questo comportava un grosso rischio perché le pulegge e le cinghie di distribuzione erano esposte ad eventuali corpi estranei che sarebbero potuti finire in mezzo al cinematismo, il che è assolutamente deleterio per tenere inalterata la fasatura del motore ed evitare che lo stesso si spenga e subisca danni dovuti all'impatto tra valvole e pistoni. Allo stesso tempo, Dudot scelse di usare molti più manicotti di gomma anziché di metallo rispetto ai concorrenti, sia per l'impianto di raffreddamento che di sovralimentazione.

Anche questo serviva per risparmiare sulle masse, tuttavia aveva degli effetti benefici per l'impianto di sovralimentazione in quanto rispetto ai motori aspirati i condotti dell'aria devono sopportare pressioni molto elevate, e i vari innesti in gomma essendo elastici si dilatavano, sopperendo alle vibrazioni, ma va anche valutato che questo effetto si traduceva in lavoro e dunque perdita di rendimento da parte del fluido, che subiva leggeri cali di pressione una volta in camera di combustione.
L'impianto di sovralimentazione era molto sofisticato: era presente un solo collettore di aspirazione e risultava molto in alto rispetto alle bancate, perché al centro di queste era locato l'impianto di alimentazione, costituito da una pompa meccanica, fornita dalla Bosch oppure dalla Kugelfischer, e dai vari iniettori.

Il collettore aveva la forma di un condotto divergente-convergente, il cui scopo era creare una sorta di ulteriore sovralimentazione perché questa geometria incrementava la pressione dell'aria dacché questa rallentava, e formava anche una sorta di zona polmone molto utile per contrastare i cali dovuti al turbo lag, anche se questo era molto difficile da gestire e comunque presente. L'aria arrivava al collettore dalla parte frontale del motore, tramite una tubazione che usciva da un intercooler di dimensioni molto elevate.

Sulla Renault RS01 l'intercooler era posto immediatamente dietro al pilota ed era alto quanto il sedile. Diversamente da quanto accadeva sui motori CH, l'intercooler, oltre ad avere dimensioni maggiori, era accoppiato ad uno scambiatore di calore ad acqua.
L'intercooler era alimentato da una tubazione che correva a fianco al motore, fino ad arrivare alle spalle di questo dove era locato il turbocompressore, montato con l'asse orizzontale rispetto al propulsore e alla sezione mediana delle giranti perpendicolare a questo.
Il turbocompressore era fornito dalla Garrett ed aveva dimensioni notevoli, tanto da apparire grande quanto il differenziale. Le geometria era fissa, e le chiocciole derivate dalle turbine utilizzate sul Cosworth DFX udsato nella Indycar series. Dal lato destro si trovava il compressore e da quello sinistro la turbina, alimentata dai collettori di scarico sistemati sul lato esterno di ogni bancata.
Per via della presenza del turbo, il rapporto di compressione era molto basso, ossia 7:1, quando anche vetture di serie aspirate dell'epoca raggiungevano tranquillamente il valore di 9-11:1. Ma dato che l'aria era forzata dal compressore, ai pistoni non era richiesto un lavoro di compressione particolarmente elevato se non in fase di accensione, quando l'effetto della sovralimentazione non è apprezzabile ed il motore è freddo. Inizialmente la potenza era di 525 cavalli a 11000 giri/min, quindi in linea coi migliori aspirati, ma con una coppia molto più elevata dai regimi medi in poi.
Questa versione dell'EF1 venne sviluppata dal 1975 e gareggiò fino alla prima parte del mondiale 1979, utilizzato sulle sole vetture Renault ossia le RS01.

## Progetto 1979-1983
Nel 1979 la Renault costruì una nuova vettura, la RS10, che andava a sostituire la RS01, auto con cui esordì assieme all'EF1 ma che aveva tre anni sulle spalle.
Nel'79 tutte le vetture vennero completamente riprogettate per poter sfruttare le minigonne e i canali venturi sotto la scocca che generavano un forte effetto suolo, introdotti l'anno prima dalla Lotus progettata da Colin Chapman che grazie a questa invenzione, pur con un motore meno potente rispetto agli altri, riuscì a dominare il campionato.
Tuttavia il progetto della vettura Renault ad effetto suolo non fu pronto prima del Gran Premio di Spagna, perciò l'RS01 con la prima versione dell'EF1 corse le prime cinque gare con Renè Arnoux, e le prime quattro con Jean Pierre Jabouille che ottenne la prima pole per la Renault ed un motore turbo nel Gran Premio del Sudafrica, mentre l'RS10 iniziò ad essere guidata dal solo Jabouille dal Gran Premio di Spagna e poi anche da Arnoux.
I ritardi erano dovuti al fatto che la prima versione dell'EF1 era molto ingombrante, perché il turbocompressore era molto grande, così come l'intercooler, ed i radiatori di acqua e olio che erano posizionati ai lati delle pance della vettura.
Queste soluzioni non erano applicabili alla RS10, perché per sfruttare l'effetto suolo avrebbe dovuto utilizzare dei canali venturi sotto la scocca, quindi bisognava liberare lo spazio delle pance occupato dai radiatori, ma al tempo stesso non potevano essere sistemati in linea al motore poiché davanti a questo vi era l'intercooler e posteriormente si trovava il turbocompressore.
Bernard Dudot decise allora di cogliere due piccioni con una fava cercando di sdoppiare i componenti e rimpicciolendoli.
Nacque così un motore con due turbine, due collettori di aspirazione, due radiatori e due intercooler.
L'intuizione dei turbocompressori non era legata solo al fatto di dover fare spazio, ma anche dal tentativo di eliminare o almeno ridurre di molto il turbo-lag.
Infatti con un solo turbocompressore a geometria fissa molto grande, la girante ha una velocità d'inerzia altrettanto elevata poiché pesante, mentre separando le turbine e rimpicciolendole era possibile ridurre in maniera esponenziale l'inerzia, perciò migliorare la risposta dell'acceleratore.
Ogni turbocompressore alimentava ed era alimentato da una singola bancata, quindi vennero riprogettati i collettori di scarico per renderli più corti e più alti.
Vennero accorciati perché, anziché dover arrivare al retrotreno per alimentare la vecchia turbina, ogni bancata aveva la propria turbina dal proprio lato, mentre la necessità di sollevarli era dovuta alla presenza dei canali venturi sotto la scocca.
Questa versione dell'EF1 e l'RS10 sono stati il primo motore e vettura di Formula 1 con due turbocompressori.
Per poter attuare questa soluzione, le turbine vennero collegate ad un telaietto di sostegno montato sulle testate, in modo da tenerle sollevate senza che il peso proprio della struttura fosse deleterio per la stessa.
Va notato che su questa versione vennero adottati turbocompressori KKK, anziché Garrett, perché ritenuti più affidabili.
Molti addetti ai lavori giudicarono questa scelta una caduta di stile da parte della Renault, in quanto i suoi programmi sulla sovralimentazione vennero sviluppati sin dall'inizio con l'azienda americana, alla quale in fin dei conti doveva molto.
Questo comportò anche la soluzione degli scarichi alti, quindi sopra il sistema di trasmissione.
Le tubazioni erano quattro, due principali più grosse in uscita dalle turbine, e due ai loro fianchi di diametro inferiore che uscivano da un condotto separato per le valvole waste-gate che servivano come sfiato quando si raggiungevano regimi e pressioni di esercizio troppo pericolosi per le turbine e il motore.
Gli scarichi terminavano con un taglio a fetta di salame.
Michel Tétu e Jean Claude Migeot, sfruttarono la necessità degli scarichi alti per incrementare la deportanza dell'ala posteriore, in quanto l'aria che fluiva sotto il ventre dell'ala godeva dell'accelerazione dei gas combusti ma anche del calore che veniva ceduto da questi all'aria, aumentando la velocità e riducendone la pressione, perciò per il principio di Bernoulli si aveva aria più lenta e fredda sul dosso dell'ala ed aria più veloce e calda sul ventre, dunque più pressione sopra e meno sotto, il che significa incremento di deportanza, una caratteristica fondamentale sulle vetture turbo, che per esprimere una buona motricità avevano bisogno di molto carico sul retrotreno per via della coppia molto alta fornita dal motore.
Va anche ricordato che in questo modo le ruote motrici non erano più investite dai gas caldi e quindi si usuravano di meno.
Anche il collettore di aspirazione venne completamente riprogettato, la nuova versione dell'EF1 aveva due collettori di aspirazione più piccoli, uno per ogni bancata.
In questa maniera venne ridotto il baricentro del motore che nel complesso risultava leggermente più basso.
I collettori di aspirazione non erano alimentati da un unico intercooler davanti al motore, ma da due intercooler posti ai lati del serbatoio della benzina ed integrati con dei condotti dell'acqua di raffreddamento che si collegavano ai radiatori posti davanti agli intercooler in posizione inclinata verso questi ultimi.
Con questa configurazione la Renault vinse la sua prima gara, il Gran Premio di Digione del 1979 letteralmente dominato da Jean-Pierre Jabouille.
Tuttavia quella corsa, più che per essere stata la prima vittoria della storia per un turbo, viene ricordata per il duello ruota a ruota per il secondo posto durato moltissimi giri tra la Ferrari 312 T4 di Gilles Villeneuve e l'altra Renault RS10 di Renè Arnoux.
In realtà le Renault avrebbero potuto ottenere una doppietta in scioltezza, in quanto le caratteristiche del tracciato, ricco di rettilinei, favoriva i propulsori dell'RS10, ma Villeneve (handicappato anche dal fatto di avere un motore a 180° che non permetteva un effetto suolo ottimale) aveva forzato il ritmo nella prima parte della corsa per tenere dietro Jabouille, andando a rovinare pneumatici e impianto frenante, mentre Arnoux denunciò problemi di pescaggio del combustibile perciò le due vetture alternavano tratti dove prevaleva l'una e tratti dove prevaleva l'altra.
Il motore continuò con queste soluzioni fino al 1982, quando venne sperimentata l'iniezione elettronica con iniettori e centralina progettati dalla Renix, ma i tempi non erano ancora pronti per correre con un sistema sufficientemente affidabile, anche perché quell'anno per la prima volta la Renault era abbastanza veloce da poter competere per il titolo (con Alain Prost come prima guida).
Infatti ottenne 10 pole position su 16, ma il motore non era del tutto affidabile, soprattutto il sistema di sovralimentazione, e per non minare ulteriormente l'affidabilità venne scelto di correre ancora con l'iniezione meccanica fino al 1983, ultimo anno di utilizzo dell'EF1.
Nell'83, per incrementare ulteriormente le prestazioni, si lavorò sulla qualità della combustione.
Infatti, nonostante un rapporto di compressione basso e le valvole waste-gate per limitare pressioni di sovralimentazione troppo alte, il motore raggiungeva temperature d'esercizio esageratamente elevate che causavano autodetonazioni e ritorno di fiamma nei collettori di scarico.
Questo portava a fenomeni di battito in testa, con evidenti danni alle testate ed ai pistoni, come anche cali di potenza, vuoti di erogazione e surriscaldemento delle turbine, che spesso erano la causa dei ritiri.
Quindi Dudot sperimentò la soluzione delle iniezioni d'acqua per raffreddare i punti caldi della camera di combustione, ossia gli elettrodi delle candele e le zone dove si formavano residui carboniosi.
In questa maniera si cercava di stabilizzare il fronte di fiamma ed avere una combustione più omogenea e completa, che portò ad un ulteriore incremento della potenza massima.
Non va poi tralasciato che dal Gran Premio di Monaco la posizione degli scarichi venne modificata.
Jean-Claude Migeot chiese a Dudot di spostare le tubazioni di scarico nella parte bassa della macchina a filo di terra, e farli sfociare dietro le ruote posteriori.
Dietro questa richiesta si nascondeva l'intuizione di posizionare un profilo estrattore alla fine della scocca, e farvi fluire i gas di scarico che essendo molto caldi avrebbero accelerato l'aria sotto al telaio ed incrementato la deportanza.
Questo sistema era il progetto primordiale dei cosiddetti scarichi soffiati introdotti da Adrian Newey sulle Red Bull del 2010-2011.
Essendo la gestione dell'EF1 meccanica e non elettronica, la soluzione di Migeot era molto più arcaica anche perché si dovevano fare i conti con i bruschi cali di portata dei gas di scarico dovuti al turbo lag, ed al fatto che quando il pilota decelerava i gas di scarico diminuivano.
Tuttavia fu molto utile per recuperare il carico aerodinamico perso dall'assenza delle minigonne e dei condotti venturi, poiché la FIA impose il fondo piatto nel 1983.
La RE40 fu anche la prima monoposto dotata di profilo estrattore.
Grazie a queste migliorie Alain Prost lottò per il mondiale fino all'ultima corsa, che comunque finì in anticipo proprio per la rottura del suo EF1.
Un motore molto potente (in quest'ultima evoluzione era capace di potenze da 650 a 700 cavalli a 12000 giri/min) se non il più potente della sua epoca assieme al BMW M12/13, ma che ha sempre sofferto di un livello di affidabilità aleatoria.
Tant'è che nell'83 la Renault dovette accontentarsi della seconda piazza nel mondiale costruttori.